# Pik Ostryj
Der Pik Ostryj (englische Transkription von russisch Пик КОстрый Pik Ostry, deutsch ‚Scharfer Gipfel‘) ist ein Berggipfel im westantarktischen Queen Elizabeth Land. In den Pensacola Mountains ragt er südöstlich der Cordiner Peaks auf.
Russische Wissenschaftler benannten ihn.